# Bukovina u Čisté
Bukovina u Čisté è un comune della Repubblica Ceca facente parte del distretto di Semily, nella regione di Liberec.